# Mérey-Vieilley
Mérey-Vieilley é uma comuna francesa na região administrativa de Borgonha-Franco-Condado, no departamento de Doubs. Estende-se por uma área de 3,42 km². Em 2010 a comuna tinha 155 habitantes (densidade: 45,3 hab./km²).